# Live in Germany 1981
Live in Germany 1981 – zapis występu brytyjskiego zespołu Madness, zarejestrowany dla programu „Rockpalast” niemieckiej telewizji WDR. Koncert odbył się w Hamburgu (Markthalle) 29 listopada 1981 roku. Płyta CD miała premierę 18 grudnia 2012 roku nakładem firmy Immortal (równolegle wydano również DVD z zapisem wideo koncertu).

## Spis utworów
1. „Introduction (The Opium Eaters)”
2. „Embarrassment”
3. „Sign Of The Times”
4. „Close Escape”
5. „Day On The Town”
6. „Bed And Breakfast Man”
7. „Disappear”
8. „Pac-A-Mac”
9. „When Dawn Arrives”
10. „My Girl”
11. „Cardiac Arrest”
12. „Promises, Promises”
13. „Take It Or Leave It”
14. „Shut Up”
15. „Tomorrow's Dream”
16. „Mrs. Hutchinson”
17. „Baggy Trousers”
18. „Missing You”
19. „Madness”
20. „Grey Day”
21. „Rockin' In A Flat”
22. „It Must Be Love”
23. „The Prince”
24. „One Step Beyond”

## Muzycy
- Suggs – wokal
- Mike Barson (Monsieur Barso) – instrumenty klawiszowe
- Chris Foreman (Chrissie Boy) – gitara
- Mark Bedford (Bedders)  – gitara basowa
- Lee „Kix” Thompson – saksofon, drugi wokal, wokal
- Daniel Woodgate (Woody) – perkusja, instrumenty perkusyjne
- Cathal Smyth (Chas Smash) – drugi wokal, trąbka, wokal